# マルセロ・オテーロ
- マルセロ・オテロ

マルセロ・アレハンドロ・オテーロ・ラルサバル（Marcelo Alejandro Otero Larzábal、1971年4月14日 - ）は、ウルグアイ・モンテビデオ出身の元同国代表の元サッカー選手（FW）。

## 経歴
当時セリエAのヴィチェンツァでプレーした4シーズンのうち、1995-96シーズンに12得点、1996-97シーズンに13得点、1998-99シーズンに10得点と、セリエAの舞台で3度二桁得点を記録した。1996-97シーズンのコッパ・イタリアでは優勝も果たし、1997-98シーズンのUEFAカップウィナーズカップでは準決勝まで進んだがチェルシーに敗れた。1998-99シーズン、チームのセリエB落ちが決まると、翌1999-00シーズン、ACミラン、ユヴェントスらが獲得に動いたが、セビージャFCへの移籍を選択した。しかし活躍出来ずに終わった。
1995年に地元ウルグアイで開催されたコパ・アメリカでは、準決勝のコロンビア戦でも1得点を決めるなど、全6試合で3得点を挙げ、優勝を果たした。

## タイトル
ヴィチェンツァ
- コッパ・イタリア : 1996-97

ウルグアイ
- コパアメリカ : 1995

## 代表歴
- ウルグアイ代表 1994-2000
  - 代表通算：24試合出場 10得点
  - コパ・アメリカ1995（優勝、6試合出場3得点）

| チーム     | 年    | 試合数 | 得点 |
| ---------- | ----- | ------ | ---- |
| ウルグアイ | 1994  | 1      | 0    |
| ウルグアイ | 1995  | 12     | 5    |
| ウルグアイ | 1996  | 4      | 1    |
| ウルグアイ | 1997  | 3      | 2    |
| ウルグアイ | 1998  | 0      | 0    |
| ウルグアイ | 1999  | 3      | 2    |
| ウルグアイ | 2000  | 1      | 0    |
| Total      | Total | 24     | 10   |